# Eudendrium boreale
Eudendrium boreale är en nässeldjursart som beskrevs av Yamada 1954. Eudendrium boreale ingår i släktet Eudendrium och familjen Eudendriidae. Inga underarter finns listade i Catalogue of Life.